# Bogusława Olechnowicz
Bogusława Olechnowicz-Dzierżak (Słupsk, 22 novembre 1962) è un'ex judoka polacca.

## Palmarès
| Anno | Manifestazione  | Sede       | Evento | Risultato | Note  |
| ---- | --------------- | ---------- | ------ | --------- | ----- |
| 1985 | Europei         | Landskrona | 61kg   | Oro       |       |
| 1987 | Europei         | Parigi     | 61kg   | Oro       |       |
| 1987 | Mondiali        | Essen      | 61kg   | Bronzo    |       |
| 1988 | Giochi olimpici | Seul       | 61kg   | Bronzo    | [ 1 ] |
| 1992 | Giochi olimpici | Barcellona | 61kg   | 20ª       |       |
| 1992 | Europei         | Parigi     | 61kg   | Oro       |       |